# The Hammocks
The Hammocks es un lugar designado por el censo ubicado en el condado de Miami-Dade en el estado estadounidense de Florida. En el Censo de 2010 tenía una población de 51.003 habitantes y una densidad poblacional de 2.429,96 personas por km².

## Geografía
The Hammocks se encuentra ubicado en las coordenadas 25°40′13″N 80°26′56″O / 25.67028, -80.44889. Según la Oficina del Censo de los Estados Unidos, The Hammocks tiene una superficie total de 20.99 km², de la cual 20.42 km² corresponden a tierra firme y (2.73%) 0.57 km² es agua.

## Demografía
Según el censo de 2010, había 51.003 personas residiendo en The Hammocks. La densidad de población era de 2.429,96 hab./km². De los 51.003 habitantes, The Hammocks estaba compuesto por el 84.98% blancos, el 6.11% eran afroamericanos, el 0.16% eran amerindios, el 3.08% eran asiáticos, el 0.02% eran isleños del Pacífico, el 2.71% eran de otras razas y el 2.94% pertenecían a dos o más razas. Del total de la población el 76.94% eran hispanos o latinos de cualquier raza.

## Gobierno
El Departamento de Policía de Miami-Dade gestiona la Hammocks District Station en The Hammocks.

## Educación
Las Escuelas Públicas del Condado de Miami-Dade gestiona escuelas públicas.
Primarias (elementary schools) públicas:
- Escuela Primaria Claude Pepper
- Escuela Primaria Gilbert L. Porter
- Escuela Primaria Oliver Hoover
- Escuela Primaria Christina M. Eve

Medias (middle schools) públicas:
- Escuela Media Hammocks

Secundarias (high schools) públicas:
- Escuela Secundaria Felix Varela

Escuelas privadas:
- Archbishop Coleman F. Carroll High School
- Escuela Parroquial de Nuestra Señora de Lourdes[7] (Our Lady of Lourdes Parish School)[8]